# 达米安·华纳
达米安·沃纳（英語：Damian Warner，1989年11月4日—），加拿大十项全能运动员，他曾获得2013年世界田径锦标赛铜牌、2014年英联邦运动会金牌、2015年泛美运动会金牌以及2015年世界田径锦标赛银牌。他是该项目泛美运动会和加拿大国家记录保持者。他以8666分赢得2016年夏季奧林匹克運動會男子十项全能铜牌，再以9018分獲得2020年夏季奧林匹克運動會男子十項全能金牌。

## 外部連結
- 达米安·华纳在的頁面
- 达米安·华纳的Facebook專頁
- 达米安·华纳的Instagram帳戶
- Profile at Athletics Canada